# Lutenice
Lutenice (též lutěnice, ljutenica, lutenica apod., srbsky Љутеница, bulharsky Лютеница, makedonsky Лутеница) je zeleninová přísada a koření používané v srbské, bulharské a makedonské kuchyni. Je složena z rajčat, papriky, lilku, cibule, česneku, pepře, rostlinného oleje, cukru a soli.
Lutenice může být mírně kořeněnější než ostatní populární přílohy jako např. ajvar. Nicméně různé regiony a země mají podstatně rozdílnou interpretaci těchto přísad. Tradiční bulharská lutenice je méně pálivá než ajvar.
V Česku je lutenice hodně rozšířená, vynechává se většinou olej, naopak se přidává ocet, papriky lépe nahradit kapiemi a pepř čerstvými feferonkami. Velmi vhodné jako příloha k masu, uzeninám a vylepšení chuti například guláše a některých polévek, rizota atd. podle uvážení a chuti.
Výhodou české varianty je trvanlivost. Dodavatelé produktu uvádějí 1 až 2 roky při vhodném uskladnění, otevřené v lednici 3 až 5 dnů. Nahrazením oleje octem, tedy vlastně konzervantem, se trvanlivost ještě zvýší.
Příklad možného receptu na lutenici: 3 kg zralých až přezrálých rajčat, 1 kg cibule, 1 kg kapií, 6–10 čerstvých feferonek, vše v očištěném stavu, 4 dcl octa, 24 dkg cukru, 3 polévkové lžíce soli, 1 palička česneku, rozemlít nebo rozmixovat, hodinu povařit, po vychladnutí přecedit, ohřát šťávu, horkou naplnit do sklenic se šroubovacím víčkem a otočit víčkem dolů do vychladnutí. Je vhodná k podlévání při přípravě masa ap. Zbytek směsi za občasného míchání nechat odpařit podle uvážení a potřeby hustoty, horké naplnit do sklenic se šroubovacím víčkem, opět obrátit víčkem dolů do úplného vychladnutí.